# スペースインベーダーエクストリーム
『スペースインベーダーエクストリーム』（英: Space Invaders Extreme）は、タイトーより発売された家庭用ゲーム機向けソフト、およびそのシリーズ。
第1作は『スペースインベーダー』30周年を記念して発売。『スペースインベーダー』のゲーム内容を踏襲しながらも、ビジュアル・サウンド面の強化やパワーアップ制の採用など、より現代的なアレンジが施されている。
その後続編や、40周年を記念した移植作もリリースされている。

## システム
インベーダーはさまざまな編隊（ウェーブ）を組んで出現し、また編隊を全滅させても次の編隊が出現する。一定数の編隊を全滅させると、ボスインベーダーが登場し、それを倒すとステージクリアとなる。インベーダーの攻撃や体当たりにやられるか、インベーダーが最下段まで侵攻することで、自機（CANNON）が1機減る。
インベーダーにも多彩な種類があり、大きさや攻撃方法が異なるほか、撃墜すると周囲に爆風を巻き起こす「ボムインベーダー」、プレイヤーの弾を反射する「リフレクトインベーダー」なども存在する。

### フィーチャー
本作ではインベーダーがCRAB（カニ型）・OCTOPUS（タコ型）・SQUID（イカ型）の3種類のほか、白・青・赤・緑・黒の5色に分かれている。これらインベーダーを、特定の条件に基づき続けて4体撃墜することで「フィーチャー」が成立し、さまざまな効果が得られる。

#### パワーアップフィーチャー
同じ色のインベーダーを続けて4体撃墜すると、パワーアップアイテムを落とし、取得すると以下のパワーアップが得られる（白を除く。また同じ色のインベーダーを倒す合間に白を倒しても支障はない）。
| 色 | パワーアップ | 内容                                                                             |
| -- | ------------ | -------------------------------------------------------------------------------- |
| 青 | LASER        | 貫通するレーザーを撃てる。ただし一部のインベーダーには効果的ではない。           |
| 赤 | BOMB         | 着弾すると炸裂し、広範囲に攻撃するボムを撃てる。ただし弾速は遅く、連射できない。 |
| 緑 | BROAD SHOT   | 一度に5発の弾を横ならびで撃てる。連射できない。                                  |
| 黒 | SHIELD       | 敵の弾や体当たりを防ぐシールドを張る。持続時間も長い。                           |

#### ラウンドフィーチャー
同じ色のインベーダー（白・黒を除く）を続けて4体撃墜後、さらに別の同じ色（白・黒を除く）のインベーダーを続けて4体撃墜すると、「フラッシングUFO」が出現。撃墜すると画面が切り替わり、ミニゲーム「ラウンド」が始まる（稀に登場する「ラウンドUFO」を撃墜しても開始）。ラウンドは「制限時間内にノルマを達成する」という共通ルールがあり、ノルマには敵を一定数倒す、アイテムを規定数キャッチするなど、さまざまな種類がある。
ノルマ達成に成功すると、ゲーム再開と同時に一定時間「フィーバータイム」に突入。前述のパワーアップがさらに強化されるほか、通常よりも高得点の「ジャックポットUFO」が飛来する。また、ジャックポットUFOが7回飛来すると、さらに高得点の「スーパージャックポットUFO」が飛んで来る。

#### チェンジトゥUFO
OCTOPUSを続けて8体撃墜すると、その編隊のインベーダーがすべてUFOに変化。高得点になるほか、1体撃ち落とすだけで色に応じたパワーアップアイテムを落とす。

#### ルーレットフィーチャー
SQUIDを続けて4体撃墜後、CRABを続けて4体撃墜すると、「ルーレットUFO」が出現。撃墜すると画面が切り替わり、ミニゲーム「ルーレット」が始まる。ルーレットUFOは、フィーチャーを揃えなくても時々出現する。
円環状に高速移動するインベーダーを1体だけ撃ち落とせ、その色に応じて様々な効果が得られる。

### ランプ
インベーダーを特定の条件で撃墜すると、背景のランプが点灯。すべてのランプが点灯すると、自機が1機増える。
- COLUMN…縦1列を4体連続で撃墜。
- ROW…横1列を6体連続で撃墜。
- SAME COLOR…同じ色のインベーダーを10体連続で撃墜。
- SAME SHAPE…同じ形のインベーダーを10体連続で撃墜。

### スコアシステム
本作では、スコアを上げることで「レベル」が上昇し（最大でレベル10）、それに応じプレイヤーの攻撃力が上がっていく。

#### レート
獲得したスコアの倍率。敵を倒すごとにゲージが蓄積し（フィーバータイム中を除く）、ゲージが最大になると倍率が上がったうえでゲージがゼロに戻る。最大で5倍まで。
レートが5倍の状態でさらにゲージを最大まで蓄積すると、一定時間レートが10倍になる「ブレイク」状態となる（ブレイク終了後レートは1倍に戻る）。また、この間にラウンドフィーチャーが発生し、ノルマ達成に成功すると、フィーバータイムが1.5倍となる。なお、ステージ内でのブレイク回数は、ステージクリアの際のボーナスに影響する。

#### チェイン
敵を連続して撃墜した数。敵を撃墜後、一定時間内に次の敵を撃墜すると、チェイン数が上昇していく。時間内に敵を撃墜できないと、チェインはゼロから数え直しとなる。
ステージ内の最大チェイン数が、ステージクリアの際のボーナスに影響する。

### ビジュアル・サウンド
- バックグラウンドムービー
ゲーム中、背景に動画が流れ続ける。
- インタラクティブサウンド
サウンドの「ドラム」「ベース」「コード」「リード」の各パートについて、ゲームの進行に合わせ音量が増減。
- BGM一体型効果音
あらゆる効果音の鳴るタイミングが、BGMのテンポと一致するように調整されている[1]。

## 作品

### スペースインベーダーエクストリーム
2008年2月21日に同時発売された、ニンテンドーDS用およびPlayStation Portable用ソフト。また2009年5月10日には、Xbox Live ArcadeにPSP版が移植されている。PSP版の開発はガルチ（後のカヤックアキバスタジオ）が担当。
1人プレイの「アーケードモード」、世界ランキングに登録できる「ランキングモード」、2人で対戦する「ネットワーク」の各モードが存在。ニンテンドーDS版は、外部周辺機器「DS/DS Lite振動カートリッジ」および「パドルコントローラDS」に対応。ただし後者は「ランキングモード」および「ネットワーク」には使用できない。
PSP版ではSUGIURUMN、DJ AKiなど著名クラブミュージシャンの書き下ろしサウンドがBGMとして使われている反面、ハード上の制約からインタラクティブサウンドやBGM一体型効果音は導入されていない。
エピソード
企画立案はアオキヒロシ、アートディレクションはくろやなぎてっぺい、サウンドディレクター兼コンポーザーは小塩広和。アオキによる「スペースインベーダー・イズ・クール＆エクストリーム」というコンセプトと、くろやなぎが先行して作成した映像に合わせる形で、BGMはテクノサウンドに統一された。
BGMのテンポと効果音が同期する仕様は、当初小塩と担当プログラマの独断で実装され、アオキには事後承諾の形で正式仕様となった。

### スペースインベーダーエクストリーム2
2009年3月26日に発売された、ニンテンドーDS用ソフト（DSi・DSi LL・3DS・3DS LL・2DS・New 3DS・New 3DS LL・New 2DS LLを除く）。前作のコンセプト「クール」に加え、本作は「ポップ」もコンセプトに据えられている。
作曲に元ZUNTATAの櫻井浩司が参加。アートディレクションにNORISHIROCKS、デザイナーにペッパーショップらが起用されている。また、最終面に登場するキャラクター「UFO-CO（うほこ）」は、みなづきふたごがデザイン。
前作からの違い
- 「アーケードモード」が「スコアアタック」に名称変更され、残機ストックが減らない「ビギナーコース」を新設。
- クリアまでの速さを競う「タイムアタックモード」を追加。
- 全モードでパドルコントローラDSが使用可能となった。
- レート倍率が最大10倍になり、ブレイク中の倍率が16倍になった。
- ブレイクの条件が「チェイン数が100を超えるたびに発生」になった。
- ラウンドは元のゲーム進行を停止して画面が切り替わる方式から、下画面でゲームを継続しつつ上画面でラウンドが進行する方式になった。
- フィーバータイムは、下画面が撃墜するとボーナスアイテムを出すインベーダーに、上画面がボーナスUFOに固定されるようになった。
- ビンゴとスーパーフィーバータイムの導入。
  - 上画面には9つのビンゴパネルが表示され、ラウンド終了後「先に達成したフィーチャーの色」と「後に達成したフィーチャーの色」の組合せが合致したパネルが点灯する。
  - ビンゴパネルが縦・横・斜めのいずれかで一直線に揃うとビンゴ達成となり、スーパーフィーバータイムに突入。時間中はボーナスUFOも撃墜するとボーナスアイテムを落とす。
  - ビンゴを2列（ツーラインズ・CRAB）3列（フルハウス・SQUID）同時に達成すると、さらに異なる展開となる。

### スペースインベーダーエクストリーム Z
2009年11月4日に発売された、ニンテンドーDSiウェア。タイトーのDSiウェア第1作目で、『スペースインベーダーエクストリーム2』をベースとしている。 
モードは「スコアアタック」と「タイムアタック」の2種類に絞られ、難易度を選べる代わりにステージの概念を撤廃。ショットレベルも固定化され、エクステンドも無くなるなど、2と比較すると大幅にシンプルな内容となっている。

### スペースインベーダーエクストリーム for Steam
2018年2月13日よりSteamにて配信開始された、PC向けソフト。『スペースインベーダー』40周年記念作品。
内容は初代の移植ではあるが、全面的にリニューアルされている。 
エピソード
Steam版の企画は、本作を評価し定期的に社内にプレゼンテーションしていた石川勝久により立案された。
プラットフォームには海外で巨大なマーケットを有するSteamが選ばれ、タイトー初のSteam向けゲームとなった。そのため、Steamの運営元であるValve Softwareと密接な関係にあるデジカに開発協力を仰いだ。
初代はとくにサウンド容量の制約が厳しく、音質を落とさざるを得なかったため、Steam版では音質を原曲と同等とし、さらにより現代的なミックスやエフェクトを施している。
初代との違い
- 画面レイアウトはPSP版をもとに構成[1]。
- レートやチェイン、ブレイクのシステムは『スペースインベーダーエクストリーム2』のものを採用。
- フィーバー中のスコア計算を、インベーダーを倒した数に応じ指数関数的にスコアが上がるよう調整。
- 画面左下にランキングパネルを表示。プレイ中にリアルタイムで順位が変動する。
- 小塩広和、土屋昇平、下田祐による新曲の追加。

## サウンドトラック
サウンドトラックでは、ゲーム中で実現できなかったシームレスな構成を実現している。
SPACE INVADERS EXTREME AUDIO CLUSTER
CDは2008年3月19日発売（廃盤）。iTunes Storeでも配信。
リミックスにRyu☆、サワサキヨシヒロ!が参加。
ステージBGM開始前に英語ナレーションが入っている。
スペースインベーダーエクストリーム2 オーディオエレメント
CDは2009年9月2日発売（販売はスーパースィープ）。iTunes Storeでも配信。
リミックスにYMCK、NORISHIROCKSが参加。またライナーノーツにUFO-COの詳細なプロフィールと描きおろしイラストが掲載されている。
スペースインベーダー エクストリーム for Steam オリジナルサウンドトラック
2018年3月7日、iTunes Store、mora、Amazon mp3、Spotifyにて配信。

## 備考
- 本作のサウンドやキャラクターは、後に同社の音楽ゲームである『ミュージックガンガン!』シリーズや『グルーヴコースター』シリーズなどに転用されている。
- 2009年3月19日には、渋谷LA FABRIQUEにおいて、『SPACE INVADERS EXTREME2』の発売記念イベント「SPACE INVADERS EXTREME2 presents DISCONTINENTAL」を開催。ZUNTATAのミニライブも行われた[2]。

### ゲーム公式
- スペースインベーダー エクストリーム　公式サイト - ウェイバックマシン（2008年12月16日アーカイブ分）
  - SPACE INVADERS EXTREME | ソフトウェアカタログ | プレイステーション オフィシャルサイト
  - Space Invaders Extreme - Xbox Marketplace
- スペースインベーダーエクストリーム２ - ウェイバックマシン（2009年12月30日アーカイブ分）
- SPACE INVADERS EXTREME Z
- SPACE INVADERS EXTREME（Steam版公式サイト）

### サウンドトラック
- SPACE INVADERS EXTREME AUDIO CLUSTER
- スペースインベーダーエクストリーム２ オーディオエレメント
- スペースインベーダー エクストリーム for Steam オリジナルサウンドトラック